# Bad Blankenburg
Bad Blankenburg är en stad i Landkreis Saalfeld-Rudolstadt i förbundslandet Thüringen i Tyskland.